# École du commissariat de la Marine
L’École du commissariat de la Marine est le nom d'une ancienne école militaire de la Marine nationale française, qui formait les commissaires de la Marine, de 1910 à 2005, d'abord à Brest puis à Toulon. Elle s'est transformée pour être englobée au sein de l'École des officiers du commissariat de la Marine (EOCM) relocalisée à Lanvéoc. « Polyvalente et professionnelle, la formation à l'ECM a pour objectif de préparer de jeunes étudiants à leur futur embarquement comme chef de service d'un bâtiment de combat ».

## Anciens élèves
- Francesco Frangialli (1947-), haut fonctionnaire français
- André Foures(1951-)